# Roslagens flygflottilj

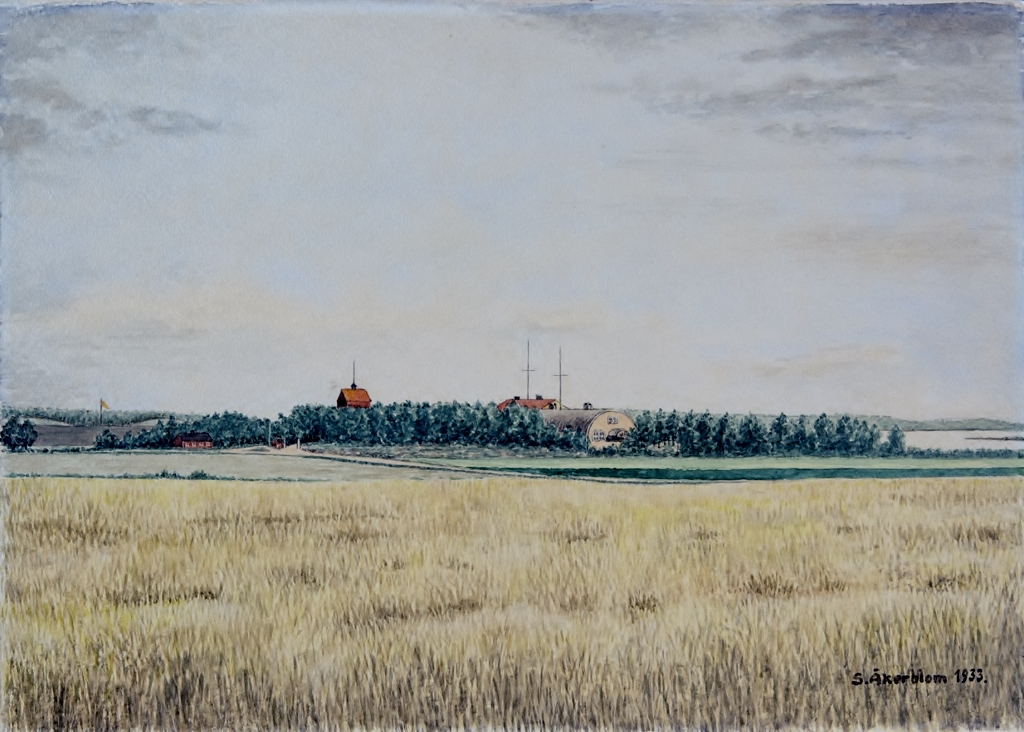
Akvarellmålning föreställande Andra flygkåren tidigt 1930-tal.

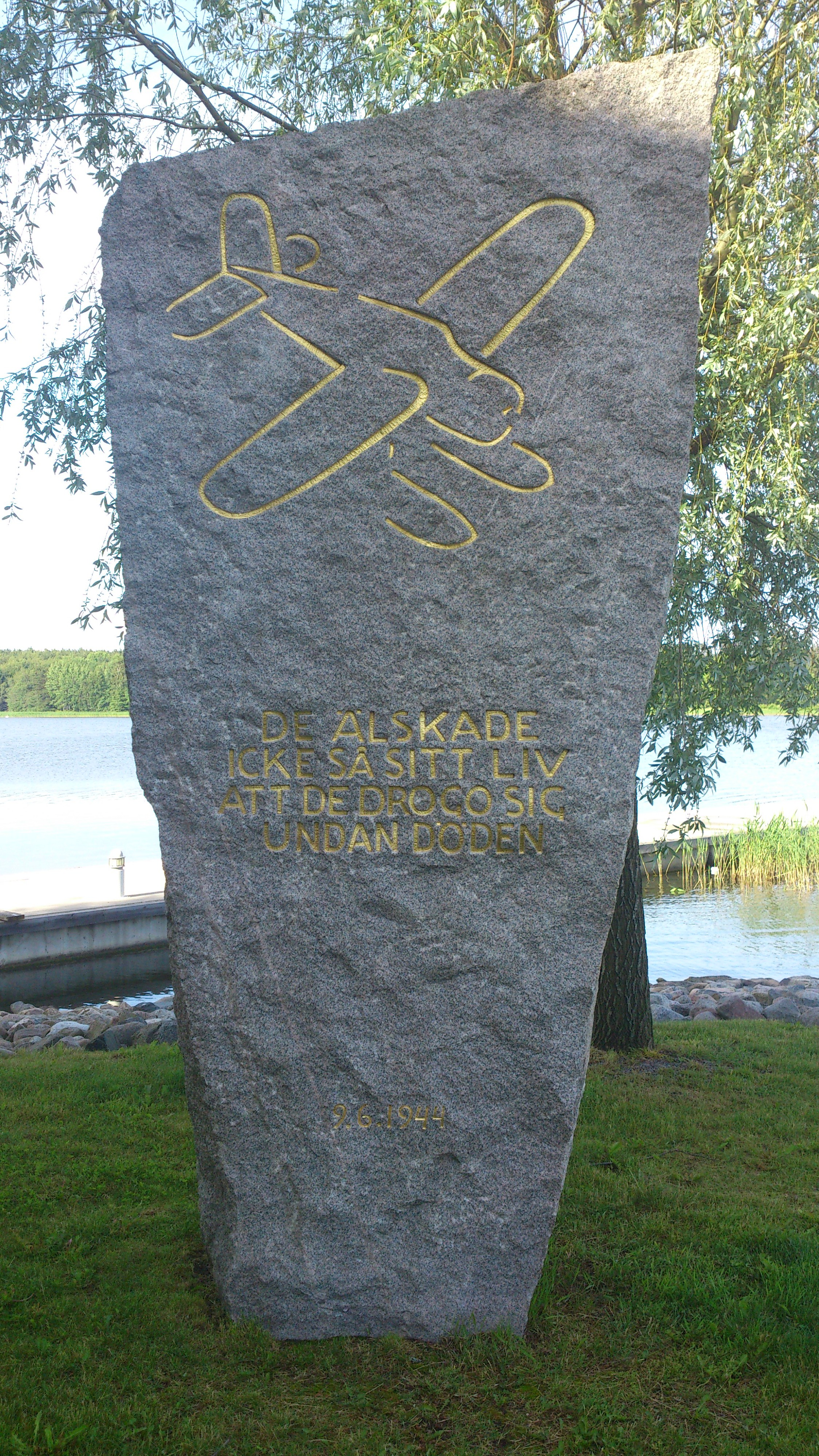
Minnessten restes 9 juni 1944 med inskriptionen "De älskade inte så sitt liv, att de drogo sig undan döden".

Roslagens flygflottilj (F 2) eller F 2 Hägernäs var en flygflottilj inom svenska flygvapnet som verkade i olika former åren 1926–1949. Förbandsledningen var förlagd i Stockholms garnison i Hägernäs.

## Historik
I februari 1919 förlade Marinen sin vinterflygskola i Hägernäs. I samband med försvarsbeslutet 1925 som kom att forma Flygvapnet bildades Andra flygkåren den 1 juli 1926. Till en början var flygkåren förlagd vid Flottans varv i Stockholm och i Karlskrona. Den 1 juli 1929 övertog Andra flygkåren marinens förläggningsplats i Hägernäs, där vinterflygskolan verkat mellan åren 1919 och 1926. Kvar i Karlskrona blev ett mindre detachement (F 2 K), vilket verkade fram till 1 juli 1936.
Genom 1936 års försvarsbeslut beslutades att stärka Flygvapnet med nya förband, samt att ersätta kårorganisationen med en flottiljorganisation. Med flottiljorganisationen ändrades även benämningen kompani till division. Andra flygkåren tilldelades det nya namnet Upplands flygflottilj (F 2). I september samma år, 1936, ändrades namnet till Roslagens flygflottilj. Bakom namnbytet förelåg två orsaker, dels att framhäva förbandets roll som ett kustnära förband. Men även för att hålla namnet fritt för en tilltänkt flottilj i Uppsala. Rollen som en marinflygflottilj kvarstod och flottiljen var Sveriges enda marinflygflottilj.
Efter krigsslutet 1945 kom antalet divisioner att reduceras till två flygdivisioner, samma antal divisioner som flottiljen hade innan krigsutbrottet 1939. Tanken efter kriget var även att det svenska försvaret skulle nedrustas, vilket framgick i försvarskommitténs betänkande från 1945, där det bland annat föreslogs att Roslagens flygflottilj skulle avvecklas. Istället för en avkylning av det säkerhetspolitiska läget i Europa efter kriget, inleddes en ny säkerhetspolitik genom det kalla krig, som kan sägas inleddes genom Pragkuppen. Detta fick försvarsministern att istället förespråka en förstärkning av Flygvapnet. I december 1947 föll försvarskommitténs förslag och istället beslutades det genom försvarsbeslutet 1948 om en förstärkning. En förstärkning som bland annat innebar att jaktflyget inom Flygvapnet skulle utökas med 50 procent. Rollen som Roslagens flygflottilj haft, det vill säga marinflygflottilj, fanns det inget dock inget behov av längre. Detta då radarn i princip hade ersatt spaning med sjöflyg. Då flottiljen även saknade permanenta rullbanor, fanns det inte heller någon möjlighet till att omorganisera flottiljen till en annan roll. Istället avvecklades flottiljen den 30 juni 1949. I dess ställe organiserades Roslagens flygkår (F 2), vilket blev ett renodlat markskoleförband inom Flygvapnet. Roslagens flygkår kom att tillföras ett antal olika funktionsskolor inom Flygvapnet, bland annat som försöksanläggning för Robotsystem 68, luftbevakning och stridsledning.

### Viktigare årtal
- 1919: Vinterflygskolan bildas.
- 1926: Andra flygkåren bildas.
- 1929: Andra flygkåren förläggs till Hägersten.
- 1936: Kungl. Upplands flygflottilj bildas den 1 juli 1936.
- 1936: Namnbyte den 1 september till Kungl. Roslagens flygflottilj.
- 1949: Flottiljen avvecklas den 30 juni.

## Ingående enheter
| Beteckning | Namn                       | Aktiv     | Anmärkning                   |
| ---------- | -------------------------- | --------- | ---------------------------- |
| Bertil Röd | 21. spaningsflygdivisionen | 1936–1949 | Upplöst                      |
| Bertil Blå | 22. spaningsflygdivisionen | 1936–1949 | Upplöst                      |
| Bertil Gul | 23. skolflygdivisionen     | 1936–1949 | Upplöst                      |
|            | Flygvapnets ekoradioskola  | 1947–1949 | Överförd till flygkåren 1949 |
| FRÄD       | Flygräddningsgruppen       | 1948–1949 | Överförd till flygkåren 1949 |

### Flygdivisionerna

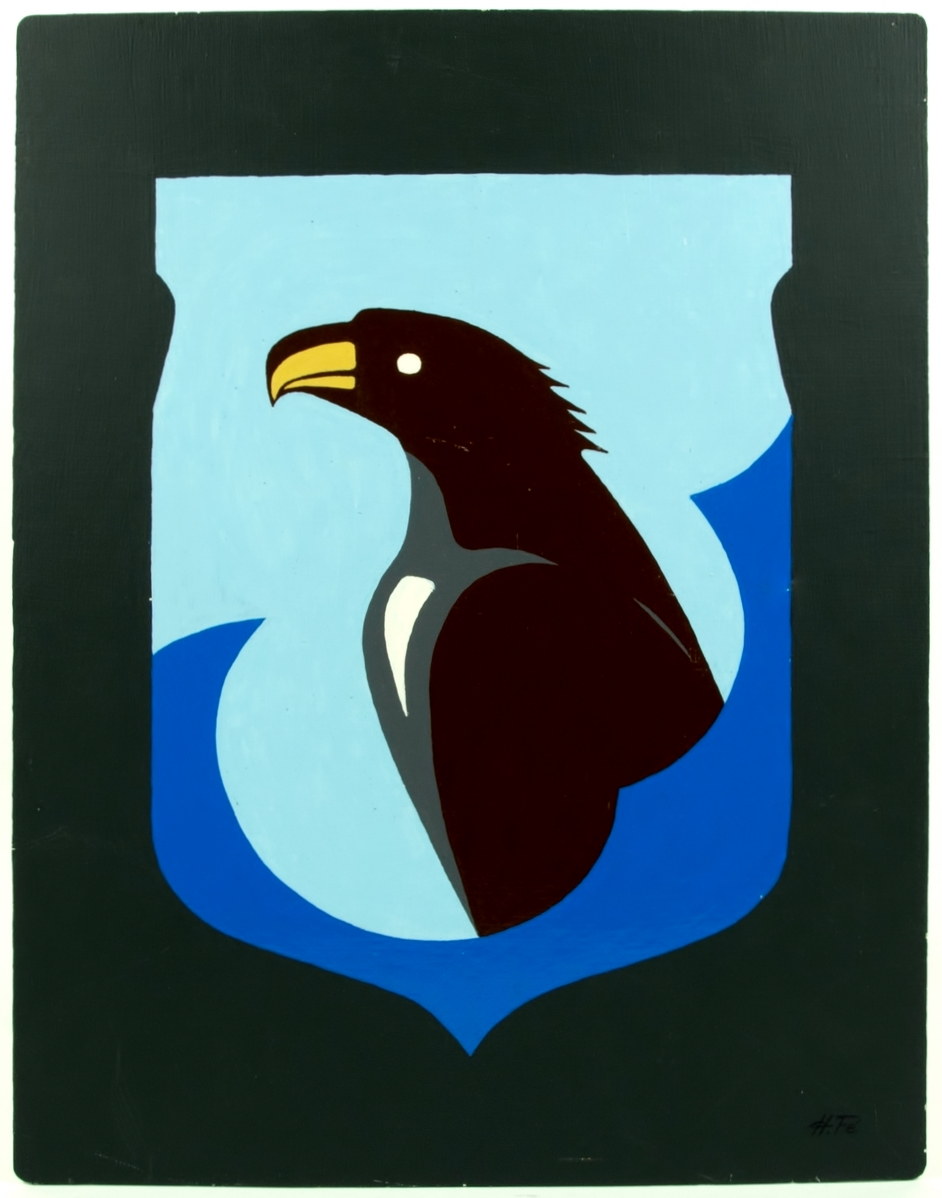
Divisionsmärke för 2. divisionen, troligtvis Flygvapnets första divisionsmärke, komponerat och uppmålat sommaren 1941 av 1:e mekaniker Harry Frodé.

När flottiljorganisationen infördes i Flygvapnet 1936, organiserades tre divisioner vid Roslagens flygflottilj. Under andra världskriget kom flottiljen organisera fem flygdivisioner. Från den 1 juli 1945 återgick flottiljen till sin fredsorganisation och alla som varit inkallade till beredskapstjänst var hemförlovade. 1:a divisionen organiserade skolenheter samt flygräddning. 2:a divisionen organiserade spaningsgrupper med spaningsversionen av Saab 17. 3. divisionen var en skoldivision, även den beväpnad med Saab 17. Divisionerna upplöstes 1949 och delar av personalen kom tillsammans med personal från Östgöta flygflottilj (F 3) att bilda 115. spaningsflygdivisionen (Kalle Svart) vid Södermanlands flygflottilj (F 11).

### Flygräddningsgruppen
Åren 1948–1958 fanns flygvapnets (från början tre) Tp 47 Catalina baserade på F 2. Dessa tre flygplan ingick i Flygräddningsgruppen (FRÄD). Flygräddningsgruppen ingick formellt i 1:a divisionen (Bertil Röd). En av dem sköts ned av ryskt jaktflyg, då spaning bedrevs efter den försvunna DC-3. Nedskjutningen ledde till den så kallade Catalinaaffären. 1958 omlokaliserades Flygräddningsgruppen tillsammans med de två kvarvarande Catalinorna till Svea flygflottilj, där de tjänstgjorde fram till 1966.

## Förläggningar och övningsplatser
Flottiljen var Sveriges enda flygflottilj som saknade en rullbana, detta på grund av dess marina koppling. Flottiljens flygplan var så kallade pontonflygplan, vilka rullades ut från hangarerna rakt ut i vattnet. År 1936 hade Flygvapnet utökat markinnehavet i Hägernäs, detta genom markförvärv från Rydboholms Täby-gårdar. Vilket möjliggjorde att flottiljen vintern 1937/1937 kunde påbörja att uppföra ett antal förläggnings- och ekonomibyggnader. Sommaren 1938 stod bland annat kasern 21 och kasern 22 samt värmecentralen och mässbyggnader färdiga. De två kasernerna var flottiljens första kaserner. Fram till 1938 hade en större del av flottiljens personal inkvarterats på HMS Göta i Hägernäsvik. HMS Göta hade från 1928 legat förtöjd i Hägernäsvik, som ett logementsfartyg. När flottiljen nu hade två kaserner att förlägga personalen till, fick HMS Göta order den 30 juni 1938 om att avgå mot Stockholms örlogsvarv. Sommaren året därpå, 1939, stod kasern 23 och kasern 24 färdiga. Till förbandets område hörde även Tornön i viken utanför flottiljområdet. Tornön användes för militär övningsverksamhet, bland annat utbildning i sprängtjänst. Flottiljområdet är numera bostadsområde. En av hangarerna har bevarats och renoverats för användning som parkeringshus för bilar.

## Heraldik och traditioner
Flottiljemblemet bestod av Upplands landskapsvapen, men det fanns aldrig på några flygplan tillhörande F 2. Efter nedläggningen användes vapnet av Upplands flygflottilj (F 16), vilka även övertog kårens traditioner, vilket bland annat kan ses på Upplands flygflottiljs förbandsfana, då man övertog det så kallade Upplandsäpplet. 

## Materiel vid förbandet
| Huvudtyper - 1928–1934: J 4 - 1926–1929: S 2 - 1926–1935: S 3 - 1927–1942: S 5A - 1934–1942: S 9 - 1939–1948: T 2 - 1941–1945: S 12 - 1942–1948: S 17BS | Transportflygplan - 1934–1948: Trp 2A - 1948–1949: Tp 47 |

## Förbandschefer
Förbandschefen titulerades flottiljchef och hade tjänstegraden överste.

- 1926–1929: Thor Lübeck [b]
- 1926–1929: Arthur Örnberg [c]
- 1929–1932: Christer Egerström
- 1932–1934: Arvid Flory
- 1934–1936: Harald Enell
- 1936–1944: Herman Sundin
- 1944–1948: Hugo Svenow
- 1948–1949: Richard Weidling

## Namn, beteckning och förläggningsort
| Andra flygkåren               | 1926-07-01 | – | 1936-06-30 |
| Kungl. Upplands flygflottilj  | 1936-07-01 | – | 1936-08-31 |
| Kungl. Roslagens flygflottilj | 1936-09-01 | – | 1949-06-30 |

| F 2 | 1926-07-01 | – | 1949-06-30 |

| Stockholms örlogsvarv (F)                                                                    | 1926-??-?? | – | 1929-??-?? |
| Hägernäs/Viggbyholm (F)                                                                      | 1929-??-?? | – | 1949-06-30 |
| Karlskrona (D)                                                                               | 1929-??-?? | – | 1936-??-?? |
| Gålöbasen (D)                                                                                | 1939-??-?? | – | 1942-??-?? |
| Lindarängen, Västervik, Karlskrona, Fårösund, Hårsfjärden, Stockholm, Flosjön, Norrtälje (B) | 1939-??-?? | – | 1945-??-?? |

## Galleri

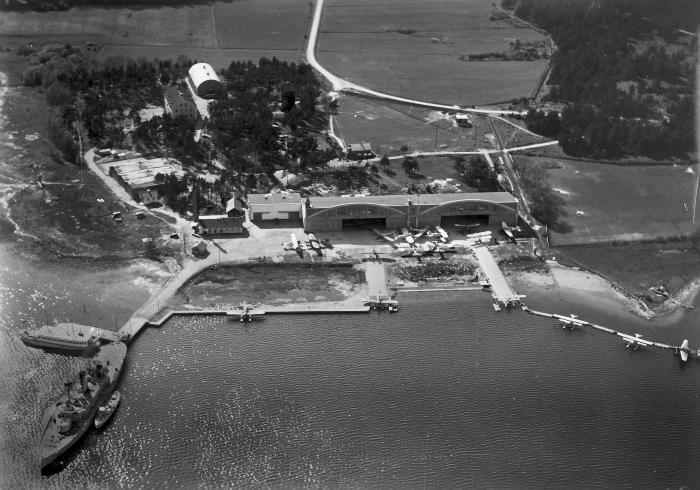
Vy över flottiljen och pansarskeppet HMS Göta år 1936.
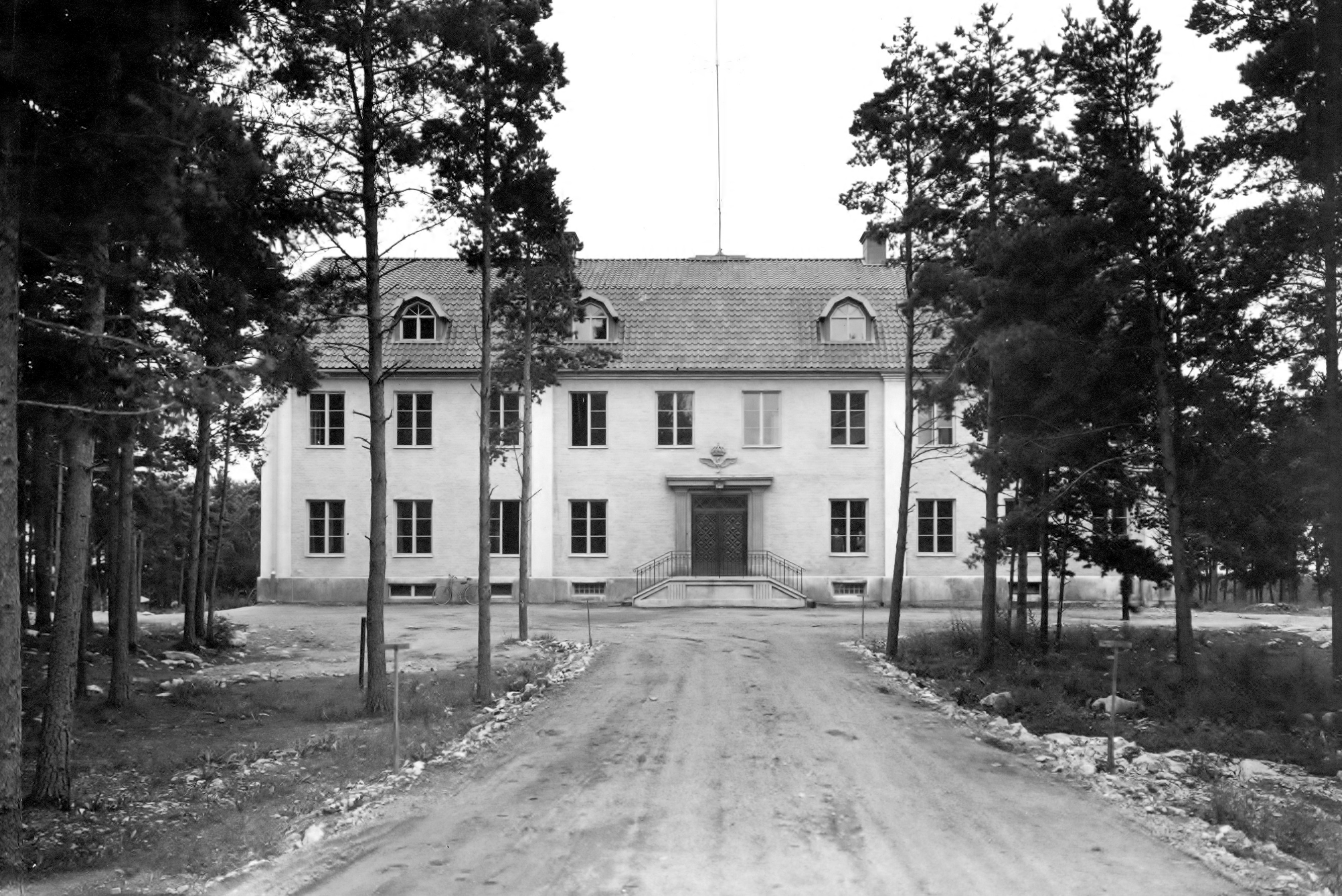
Före detta kanslihuset (1932).
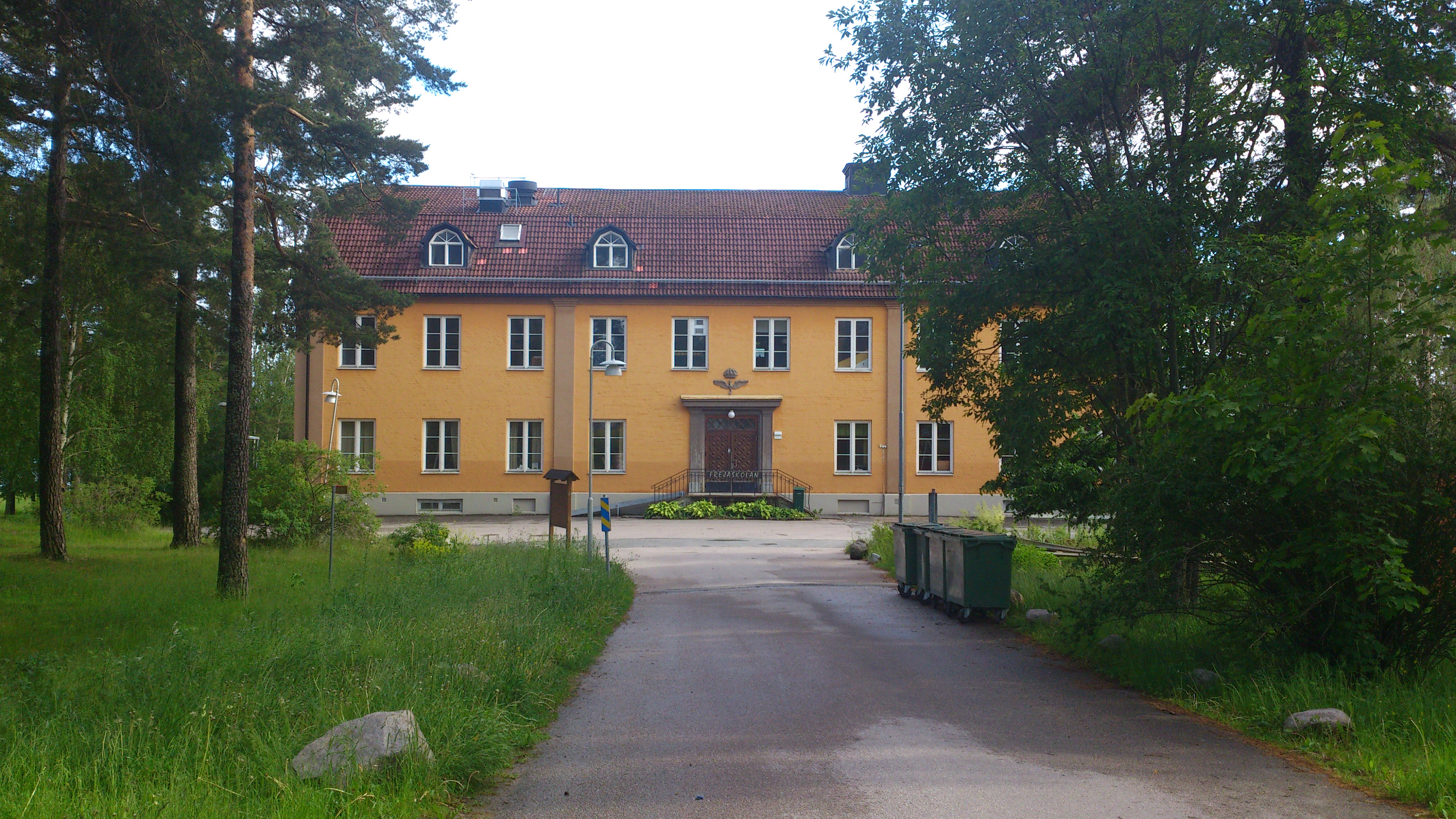
Före detta kanslihuset (2012).
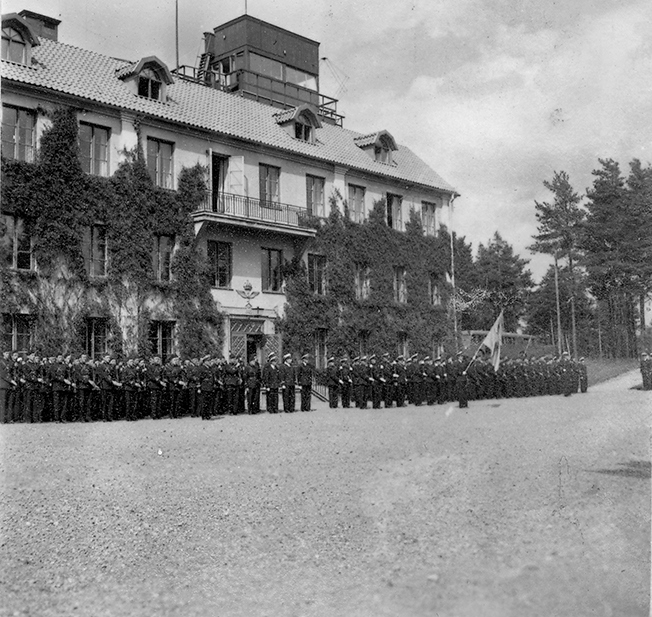
Före detta kanslihuset (1944), med vy mot Hägernäsvik.
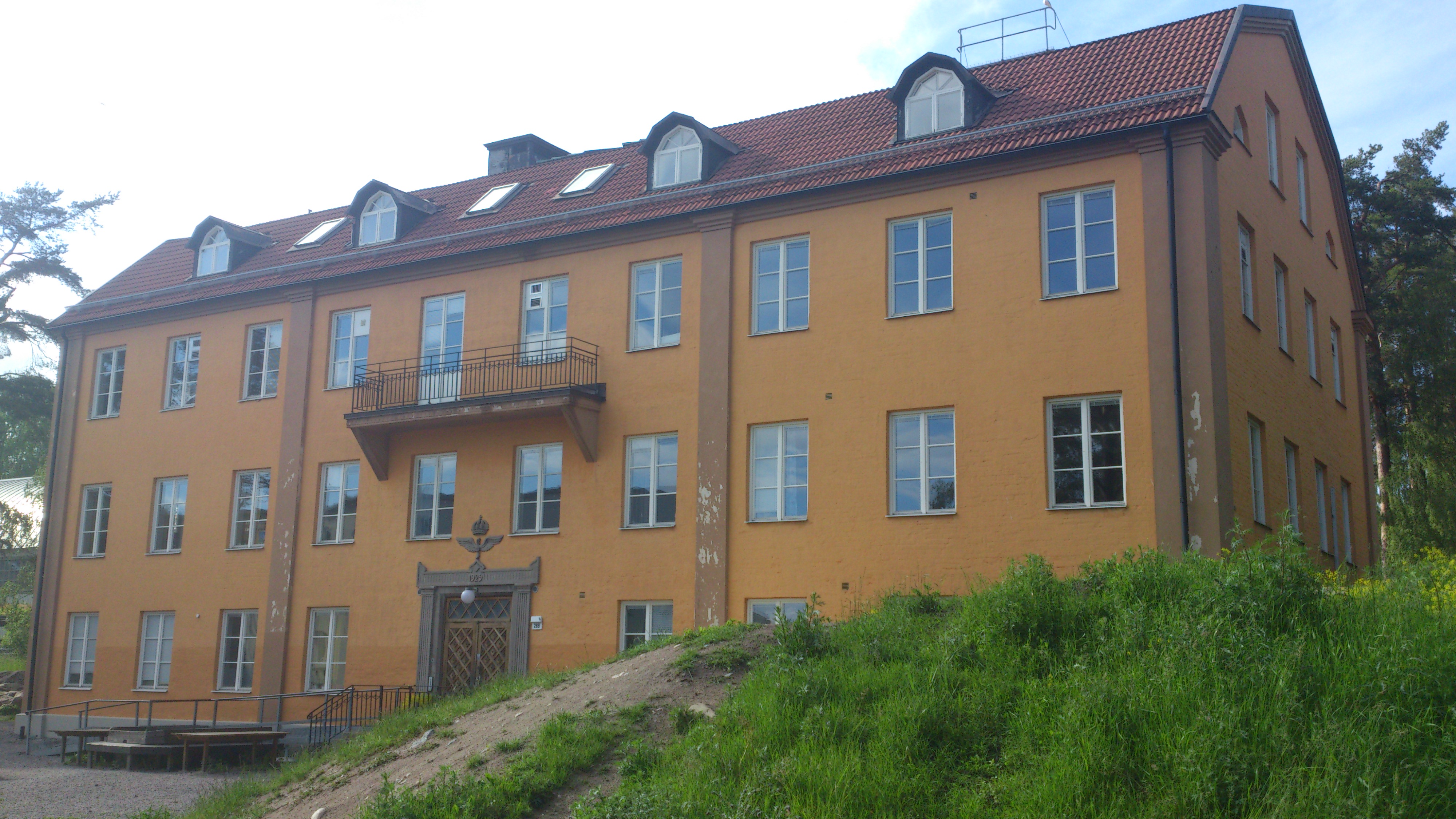
Före detta kanslihuset (2012), med vy mot Hägernäsvik.
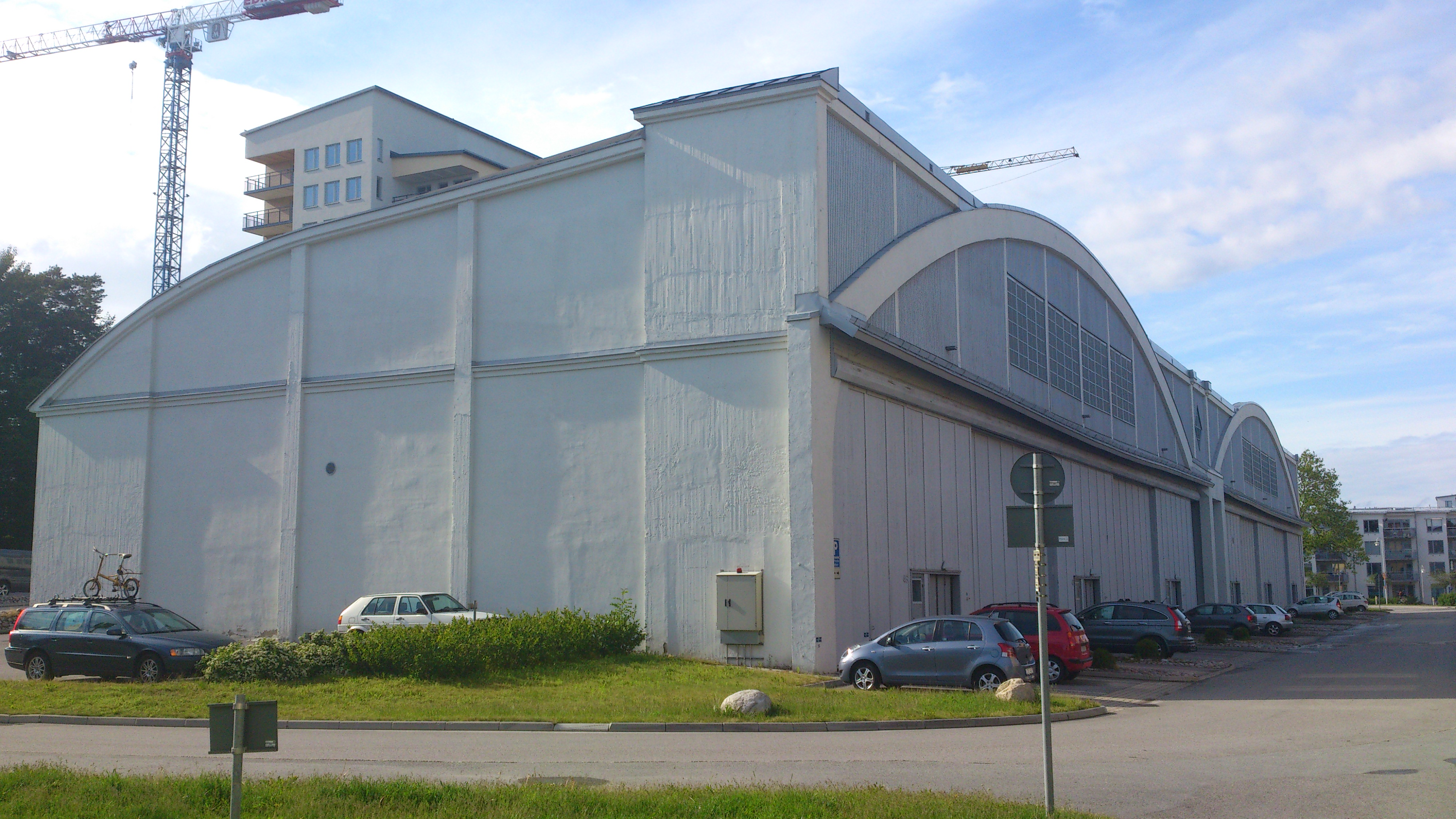
Före detta hangarbyggnad (2012).
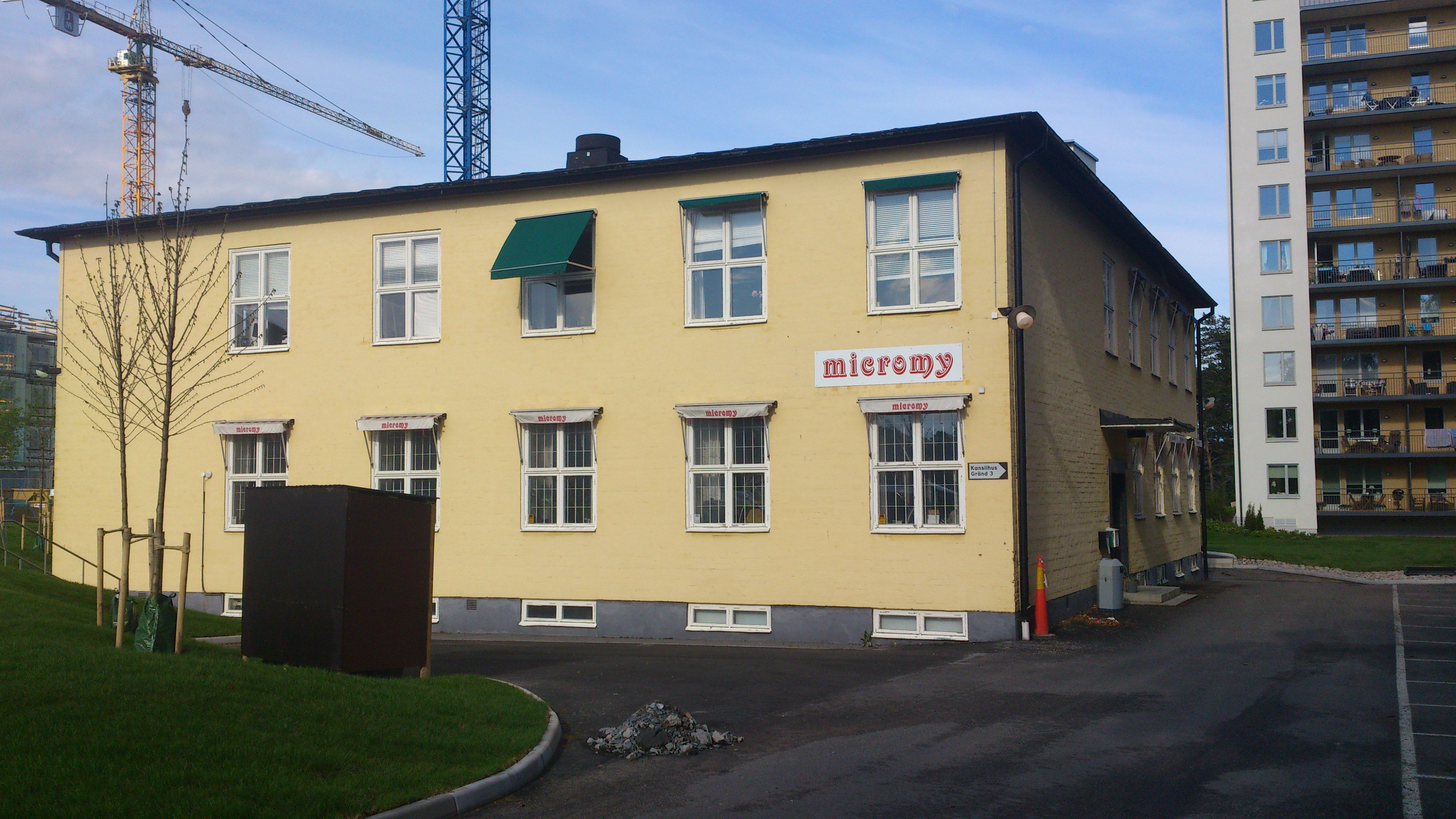
Före detta skolhus (2012).
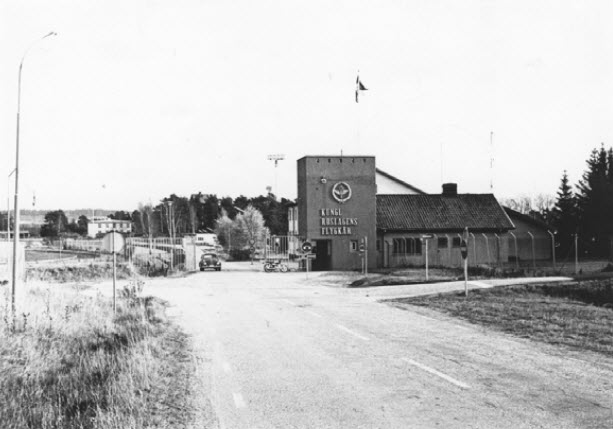
Nya vaktkasernen, riven runt 2008.